# Avenida Rivadavia
L’avenue Rivadavia (en espagnol : avenida Rivadavia) est une importante artère de Buenos Aires en Argentine. Elle parcourt toute la ville d'est en ouest, la divisant en deux parties presque égales.

## Situation
Elle débute sur la place de Mai, dont elle forme le côté nord. Elle continue parallèlement à l'avenue de Mai (à 50 mètres au nord de celle-ci), et débouche comme elle dans la place du Congrès. Elle longe le palais du Congrès de la Nation Argentine sur sa façade nord, et continue tout droit vers la place Miserere, qu'elle longe du côté sud. Puis elle se poursuit vers l'ouest, au-delà de la limite du District Fédéral de la capitale argentine, avant de se terminer à Merlo, localité située à 32 km.
L'avenue du 9-Juillet est la seule artère qui la traverse. Au niveau de toutes les autres intersections de l'avenue, le nom de la rue est différent de chaque côté.

## Dénomination
L'avenue est nommée en l'honneur de Bernardino Rivadavia (1780-1845), premier président des Provinces-Unies du Río de la Plata de 1826 à 1827. Elle porte ce nom depuis 1857.

## Sites et monuments
Sur le parcours de l'avenue s'élèvent notamment la Maison rose, siège de la présidence de la Nation argentine, la Banque de la Nation argentine, la cathédrale métropolitaine, le palais du Congrès, le parc Rivadavia et la basilique Saint-Joseph de Flores.

## Transports
La ligne  du métro circule sous une grande partie de l'avenue, entre les stations Congreso et San Pedrito, le terminus. En outre, la station Once-30 de Diciembre de la ligne  se situe sous l'intersection avec l'avenue Pueyrredón.